# Penstemon unilateralis
Penstemon unilateralis är en grobladsväxtart som beskrevs av Per Axel Rydberg. Penstemon unilateralis ingår i släktet penstemoner, och familjen grobladsväxter. Inga underarter finns listade i Catalogue of Life.